# Giuseppe Sommaruga
Giuseppe Sommaruga (ur. 11 lipca 1867 w Mediolanie, zm. 27 marca 1917) – włoski architekt, tworzący w stylu secesji.
Był uczniem Camilla Boita i Luki Beltramiego. Do jego dzieł należą Palazzo Castiglioni w Mediolanie, 1901 – 1903